# مازبری
مازبری (به انگلیسی: Musbury) یک روستا و محله مدنی در بریتانیا است که در East Devon واقع شده‌است. مازبری ۵۴۳ نفر جمعیت دارد.